# The Replacements (American Horror Story)
"The Replacements" es el tercer episodio de la tercera temporada de la serie American Horror Story, que se estrenó en FX el 23 de octubre de 2013 en los Estados Unidos. En el caso de América Latina, la emisión del episodio se llevó a cabo el 29 de octubre del mismo año por el canal Fox Latinoamérica. El episodio fue escrito por James Wong y dirigido por Alfonso Gomez-Rejon. 
La trama del episodio se centra en Fiona, quien ha posado su interés por acercarse a Madison al sospechar que la joven bruja podría ser la siguiente suprema de su generación. Mientras,  Zoe decide regresarle a Kyle la oportunidad de llevar una vida normal, al llevarlo con su afligida madre.

## Argumento

### 1971
Una joven Fiona y la suprema de ese tiempo Anna Leigh Leighton, pasan un tiempo juntas en la sala de la escuela, en donde las dos hablan de las señales que indican la venida de una nueva suprema. Fiona está más que consiente que cuando la potencial suprema comienza a florecer, la antecesora se marchita y comprueba ese dato al hacer mención de los recientes problemas de salud de Anna-Leigh. Indignada por el comportamiento de su estudiante, la suprema amenaza con no dejarla tomar su lugar mientras tenga vida; sin embargo Fiona le responde degollándola con una navaja. Una vez que la bruja queda muerta, la joven nota que todo fue presenciado por el mayordomo de la escuela: Spalding.

### 2013
Cordelia se entera por parte de su doctor de que padece de un extraño mal genético que la vuelve completamente incapaz de concebir un hijo a través de medios naturales. Como solución, Cordelia decide visitar personalmente a Marie Laveau para que la ayude a realizar un ritual de fertilidad vudú. Sin embargo, la poderosa vudista sólo se limita a burlarse cruelmente de la desgracia de Cordelia, al explicarle las instrucciones que seguiría en el ritual y posteriormente comentarle que no va ayudarla porque su madre Fiona le ha declarado la guerra a los suyos. 
Zoe ha estado visitando a la deprimida madre de Kyle, Alice Spencer, quien como toda madre se lamenta de la pérdida de su único hijo. Al ser testigo del dolor de la mujer, Zoe toma le decisión de llevarse a un semi-recuperado Kyle de la guarida de Misty. Muy a pesar de los ruegos de la bruja del pantano en no llevárselo y de la posible reacción de su madre al reunirse con su hijo a quien cree muerto. Zoe logra reunir a la madre y al hijo y decide optar por retirarse de la vida de su amado, con la esperanza de darle la oportunidad de llevar una vida normal. Desafortunadamente, se descubre que Alice solía abusar sexualmente de su hijo, y a pesar de reunirse con el por medios que ni ella comprende, ésta no para sus abusos contra su propia sangre. Esa misma noche, Alice se da cuenta de que su hijo luce partes de su cuerpo que no recuerda y tras intentar seducirlo, el joven termina descargando su furia en contra de su madre a quien mata brutalmente a golpes con un trofeo. 
En la academia, el resto de las estudiantes centran su atención en los nuevos vecinos del vecindario: Los Ramsey, una madre soltera llamada Joan y su joven y atractivo hijo, Luck. Nan y Madison terminan haciéndole una vista para darles la bienvenida y de paso coquetear con el muchacho, pero las acciones lascivas de Madison revelan a Joan como una fanática religiosa, que de inmediato nota que hay algo extraño con las chicas al presenciar como la joven estrella mueve un cuchillo sin tocarlo e incinera las cortinas de su casa con solo mirarlas. Para cuando Fiona se entera de lo ocurrido, ésta decide pasar más tiempo junto a Madison, divertirse y alentarla a incrementar el uso de sus poderes.
Delphine Lalaurie queda impresionada y devastada de enterarse de que el actual presidente de los Estados Unidos, Barack Obama, es afroamericano. Poco después es visitada por Fiona, quien le comenta que hasta que encuentre qué hacer con ella, tendrá que fingir ser la nueva mucama de la escuela. Una tarea que la deja indignada, ya que es incapaz de tenerle respeto a Quennie por ser negra. A causa de esto, Fiona establece a Lalaurie como la esclava personal de la bruja afroamericana.
Más tarde, mientras Quennie trata de idear nuevas tareas humillantes para su esclava, las dos de repente notan que el Minotauro de Laveau, ha venido a la escuela buscando acabar con la nefasta asesina serial. Mientras Lalaurie suplica miserablemente por su vida, Quennie decide defender a la racista al atraer al minotauro con la sangre de su presa y una vez que quedan solos, la bruja consuela al monstruo al revelarle que se siente identificada con él y lo incita a tener relaciones sexuales con ella. 
En la misma sala de la academia en la que Fiona reclamó su lugar como la siguiente suprema. La envejecida bruja le revela a Madison que tiene cáncer y trata de alentarla a que la asesine para poder preservar el legado de las supremas. No obstante la joven bruja se asusta de las peticiones de su mentora y tras un forcejeo con la misma navaja que acabó con la vida de Anna-Leigh; Fiona accidentalmente degüella a Madison. Ante esta situación, una Fiona más tranquila le pide a Spalding (quien nuevamente presenció a la bruja acabar con una vida) que entierre el cuerpo y concluye que: "el aquelarre no necesita una nueva suprema, sino una nueva alfombra".

## Producción

### Elenco
La producción y filmación del episodio comenzó en agosto de 2013, misma fecha en la que se anunció la integración de la actriz Christine Ebersole al elenco como "una bruja buena tipo gal". Más tarde la actriz, Jessica Lange reveló que la actriz Mare Winninghan se había integrado al elenco.
Por otra parte el episodio presentó la muerte del personaje de Madison Montgomery, interpretada por Emma Roberts, quien firmó para aparecer en la temporada como un personaje principal.

### Guion
En una entrevista con TV Line tras el estreno del primer episodio; el creador de la serie, Ryan Murphy dio un pequeño detalle de la relación de Fiona con las nuevas estudiantes de la escuela: 

Oh si, mata a una de las chicas en el episodio 3-¡Ella no se rinde! Fiona cree que ha descubierto quien es la suprema, y esa persona termina asesinada. No va a entregar ese trono, de ninguna manera
Ryan Murphy

## Recepción

### Audiencia
"The Replacements" fue recibido con un 2.1 en una escala de 18–49 años y con 3.78 millones de espectadores.

### Críticas
Todd VanDerWerff de The A.V. Club le dio al episodio una B en una categoría de la A a la F.  Matt Fowler de IGN le dio al episodio un 8/10, llamándolo un gran episodio, y comentando: "No me molestan las cosas que son grandes locuras. Para nada. Pero tampoco me voy a poner tan emocional en temas mucho más centrados."
Luis Miguel Cruz de CinePremiere le dio 4.5 de 5 posibles exclamando, que los temas del episodio fueron más agraciados que los tocados en su antecesor al centrarse en explorar lo que aqueja a los personajes y alabó de nueva cuenta las interpretaciones del elenco, considerándolo "el episodio más aterrador que la temporada ha tenido hasta la fecha", gracias a los arquetipos mostrados en sus diferentes escenas.